# Distrito de Sayō
El distrito de Sayō (佐用郡 Sayō-gun?) es un distrito localizado en la prefectura de Hyōgo, Japón. En junio de 2019 tenía una población estimada de 16.079 habitantes y una densidad de población de 52,3 personas por km². Su área total es de 307,44 km².

## Localidades
- Sayō